# Acharax gadirae
Acharax gadirae is een tweekleppigensoort uit de familie van de Solemyidae. De wetenschappelijke naam van de soort is voor het eerst geldig gepubliceerd in 2011 door Oliver, Rodrigues & Cunha.